# Ла Хабра (Калифорнија)
Ла Хабра (енгл. La Habra) град је у америчкој савезној држави Калифорнија. По попису становништва из 2010. у њему је живело 60.239 становника.

## Демографија
Према попису становништва из 2010. у граду је живело 60.239 становника, што је 1.265 (2,1%) становника више него 2000. године.
| Група             | 2000.          | 2010.          |
| Белци             | 24.399 (41,4%) | 18.178 (30,2%) |
| Афроамериканци    | 926 (1,6%)     | 1.025 (1,7%)   |
| Азијати           | 3.498 (5,9%)   | 5.653 (9,4%)   |
| Хиспаноамериканци | 28.922 (49,0%) | 34.449 (57,2%) |
| Укупно            | 58.974         | 60.239         |